# 1808 dans les chemins de fer
Chronologie des chemins de fer
1807 dans les chemins de fer - 1808 dans les chemins de fer - 1809 dans les chemins de fer

## Évènements

### Février
- 8 février, USA : The Washington Bridge Company is granted authority in Washington, D.C., to build the Long Bridge over the Potomac River, a bridge that will eventually be rebuilt to carry the first railroad tracks to cross the river[1].

### Mai
- 27 mai, Écosse : La Ligne de Kilmarnock et Troon (en) devient la première ligne de chemin de fer en Écosse autorisée par acte du parlement[2].

### Juillet
- du 8 juillet au 18 septembre, Londres : Démonstration de Richard Trevithick en faveur de la faisabilité du chemin de fer à vapeur, avec une locomotive nommée M’attrape qui peut ! (Catch Me Who Can).

## Naissances
- 10 février : John Edgar Thomson, président du Pennsylvania Railroad 1852-1874 († 27 mai 1874).
- 19 mars : Johann Andreas Schubert, ingénieur et entrepreneur saxon, constructeur de la première locomotive à vapeur allemande, la Saxonia († 6 octobre 1870).
- 15 juin : Paul-Romain Chaperon à Libourne. Il deviendra un ingénieur pionnier des chemins de fer à la Compagnie du chemin de fer de Strasbourg à Bâle († 1er octobre 1870).